# Is Your Love Big Enough?
Is Your Love Big Enough? è il primo album in studio della cantautrice britannica Lianne La Havas, pubblicato nel 2012.

## Tracce
1. Don't Wake Me Up – 3:43 (Lianne La Havas)
2. Is Your Love Big Enough? – 3:22 (La Havas, Hales, Willy Mason)
3. Lost & Found – 4:28 (La Havas, Hales)
4. Au cinéma – 4:18 (La Havas, Hales)
5. No Room for Doubt (featuring Willy Mason) – 4:05 (La Havas, Mason, Hales)
6. Forget – 3:52 (La Havas)
7. Age – 2:43 (La Havas, Hales)
8. Elusive – 3:56 (Scott Matthews)
9. Everything Everything – 3:50 (La Havas, Hales)
10. Gone – 4:25 (La Havas, Hales)
11. Tease Me – 3:37 (La Havas)
12. They Could Be Wrong – 3:21 (La Havas, Hales)

Tracce Bonus Edizione Deluxe
1. Forget (Live) – 3:55
2. Lost & Found (Live) – 4:32
3. No Room for Doubt (Live) – 3:58
4. Don't Wake Me Up (Live) – 4:06